# La Trampa (paroisse civile)
Pour les articles homonymes, voir La Trampa.
La Trampaest l'une des six divisions territoriales et statistiques dont l'une des cinq paroisses civiles de la municipalité de Sucre dans l'État de Mérida au Venezuela. Sa capitale est La Trampa.